# Ammothea brevicauda
Ammothea brevicauda là một loài nhện biển trong họ Ammotheidae. Loài này thuộc chi Ammothea. Ammothea brevicauda được miêu tả khoa học năm 1904 bởi Loman.